# Drew Timme
Andrew Matthew "Drew" Timme (Richardson, Texas; 9 de septiembre de 2000) es un baloncestista estadounidense que pertenece a la plantilla de los Brooklyn Nets de la NBA. Con 2,08 metros de estatura, juega en la posición de ala-pívot. 

## Trayectoria deportiva

### Universidad
Jugó cuatro temporadas con los Bulldogs de la Universidad Gonzaga, en las que promedió 17,2 puntos, 6,7 rebotesy 2,4 asistencias por partido. En su primera temporada fue incluido en el mejor quinteto freshman de la West Coast Conference, tras promediar 9,8 puntos y 5,4 rebotes por partido.
En su segunda temporada promedió 19,0 puntos, 7,0 rebotes y 2,3 asistencias por partido, ayudando a llevar a Gonzaga a la final del Torneo de la NCAA. Obtuvo los honores del primer equipo All-WCC, además de ganar el premio Karl Malone al mejor ala-pívot de la División I de la NCAA y ser incluido en el segundo equipo consensuado All-America.
En su temporada júnior acabó promediando 18,4 puntos, 6,8 rebotes y 2,8 asistencias en 32 partidos, Al final de la temporada regular, Timme fue nombrado Jugador del Año de la WCC y repitió como All-American en el segundo equipo consensuado. Después de la temporada, ingresó su nombre en el Draft de la NBA de 2022, pero finalmente se retiró para regresar a Gonzaga para su temporada senior.
En su último año de universidad acabó promediando 21,2 puntos y 7,5 rebotes por partido, y fue nuevamente elegido Jugador del Año de la WCC, en esta osación compartiendo el premio con Brandin Podziemski de Santa Clara. Fue el primer jugador en repetir galardón desde que Blake Stepp lo ganó en 2003 y 2004. Además, fue incluido en el primer equipo consensuado All-American.

#### Estadísticas
| Año     | Equipo  | PJ  | PT  | MPP  | %TC  | %3P  | %TL  | RPP | APP | ROB | TPP | PPP  |
| ------- | ------- | --- | --- | ---- | ---- | ---- | ---- | --- | --- | --- | --- | ---- |
| 2019–20 | Gonzaga | 33  | 4   | 20.5 | .618 | .333 | .611 | 5.4 | 1.3 | .5  | .9  | 9.8  |
| 2020–21 | Gonzaga | 32  | 32  | 28.2 | .655 | .286 | .696 | 7.0 | 2.3 | .7  | .7  | 19.0 |
| 2021–22 | Gonzaga | 32  | 32  | 28.0 | .586 | .286 | .678 | 6.8 | 2.8 | .3  | .8  | 18.4 |
| 2022–23 | Gonzaga | 37  | 37  | 31.5 | .616 | .167 | .632 | 7.5 | 3.2 | .6  | 1.0 | 21.2 |
| Total   | Total   | 134 | 105 | 27.2 | .618 | .250 | .656 | 6.7 | 2.4 | .5  | .9  | 17.2 |

### Profesional
Tras no ser elegido en el Draft de la NBA de 2023, el 25 de junio firmó contrato con los Milwaukee Bucks para disputar la pretemporada. Fue despedido el 18 de octubre, antes del comienzo de la temporada. El 10 de noviembre de 2023, Timme fue incluido en la lista de la noche inaugural del filial de la G League, los Wisconsin Herd.
El 18 de octubre de 2024 firmó con los Sacramento Kings, pero fue despedido ese mismo día. El 27 de octubre se unió a su filial de la G League, los Stockton Kings.
El 30 de diciembre de 2024 fue traspasado a los Long Island Nets. El 28 de marzo de 2025, tras haber sido elegido jugador de la semana de la G League después de promediar 35,7 puntos y 12,7 rebotes por partido, firmó un contrato por dos temporadas con los Brooklyn Nets. Debutó esa misma noche ante Los Angeles Clippers con un doble-doble, 11 puntos y 10 rebotes en 25 minutos de juego.

## Estadísticas de su carrera en la NBA

### Temporada regular
| Año     | Equipo   | PJ | PT | MPP  | %TC  | %3P  | %TL  | RPP | APP | ROB | TPP | PPP  |
| ------- | -------- | -- | -- | ---- | ---- | ---- | ---- | --- | --- | --- | --- | ---- |
| 2024-25 | Brooklyn | 9  | 2  | 28.2 | .441 | .257 | .625 | 7.2 | 2.2 | .4  | .1  | 12.1 |
| Total   | Total    | 9  | 2  | 28.2 | .441 | .257 | .625 | 7.2 | 2.2 | .4  | .1  | 12.1 |